# Chè tuyết Suối Giàng
Chè tuyết Suối Giàng là loại chè Shan Tuyết nổi tiếng được tiếng được canh tác tự nhiên ở xã Suối Giàng, Văn Chấn, Yên Bái.

## Địa lý
Xã Suối Giàng nằm ở độ cao 1.400 mét so với mực nước biển nên có khí hậu mát mẻ giống như Sapa hay Đà Lạt. Trung tâm của xã nằm ở khu vực rừng núi hiểm trở, quanh co bởi những vách đá và rừng nguyên sinh. Từ lâu nay, đây là địa danh nổi tiếng nhờ loại Chè Shan Tuyết cổ thụ hàng trăm năm tuổi.

## Lịch sử
Theo truyền thuyết của người H' Mông thì từ rất lâu, một vùng đất hoang sơ được bao phủ bởi mây mù quanh năm. Vào một ngày sớm, một nàng tiên nữ đã đến đây và gieo một loại hạt xuống vùng đất này. Chẳng bao lâu sau, những hạt ấy nẩy mầm và mọc thành cây xanh tốt, tán cây ngày càng rộng, lá cây xanh ngắt to bằng nửa bàn tay còn búp cây ngậm sương trắng như tuyết. Khi ấy có một nhóm người H’Mong di cư đến đây, do loạn lạc đường xa, thiếu đồ ăn thức uống lại bị bệnh sốt rét hoành hành. Họ thấy cây xanh tốt lại mọc giữa chốn non cao liền hái lá cây ăn và kì lạ thay, sau khi ăn xong họ thấy tỉnh táo lạ thường. Thấy vậy, họ liền lấy lá cây đun với nước suối uống. Ngày này qua ngày khác, chẳng mấy mà tất thảy mọi người đều hết sốt và khỏe khoắn trở lại. Cho là có trời cứu giúp, mọi người quyết định ở lại đây với loài cây lạ và đặt tên nơi này là "Suối Giàng" (tức là "suối của trời").
Lịch sử cây chè ở Suối Giàng xuất hiện từ bao giờ cho đến nay vẫn chưa xác định được, nhưng từ những năm 1960, các nhà nghiên cứu về chè ở Việt Nam và thế giới đã xác định có khoảng 80.000 cây chè Shan Tuyết có tuổi đời trên 200 năm, nhiều cây lên tới 300 năm tuổi. Loại chè trên 100 năm thì nhiều vô kể. Diện tích rừng chè Suối Giàng bao phủ khoảng 293 ha. Mặc dù Suối Giàng không phải là nơi duy nhất có những cây chè cổ thụ, nhưng xét về cả số lượng lẫn tuổi đời thì không đâu sánh được.
Ngày 16 tháng 2 năm 2016, quần thể 400 cây chè cổ thụ ở các thôn Giàng A, Giàng B, Pang Cáng và Bản Mới của Suối Giàng đã được Hội Bảo vệ thiên nhiên và Môi trường Việt Nam công nhận là Cây di sản Việt Nam.

## Đặc điểm
Theo thống kê, diện tích chè tuyết có 393 ha, trong đó diện tích cây chè cổ thụ trên 300 năm tuổi là 293 ha, còn 100 ha do người dân nơi đây trồng mới. Rừng chè cổ thụ ở Suối Giàng nằm trên sườn núi với hàng ngàn cây có tuổi đời lên tới trên 200 năm. Trong đó, cây chè có tuổi đời lâu nhất lên tới 400 năm. Chè Suối Giàng mọc một cách tản mát tự nhiên trong rừng, sống bằng hơi đất, hơi sương, bằng linh khí của đất trời nên được gọi là "trà ngậm sương".
Đặc điểm của chè tuyết Suối Giàng là lá to, dày và có màu xanh đậm, sẫm, búp chè to mập mạp. Mặt lá có phủ một lớp lông tơ mỏng, giống như có tuyết phủ lên, nên được gọi là chè Shan tuyết. Vùng đất sinh trưởng của chúng là trên núi cao từ 1000 mét. Cây chè càng già, thân càng trắng mốc, tạo hình uốn lượn xù xì, lá càng xanh ngắt một vẻ đẹp tự nhiên là điều thích thú cho những ai yêu thích tự nhiên. Khi nhìn bao quát cả đồi chè mới thấy những thân chè trắng mốc dị bản đã làm nên sự hấp dẫn của vùng chè Suối Giàng. Do vị trí địa lý của khu vực quanh năm mây mù bao phủ, thời tiết se lạnh hơi sương, nên cây chè Shan tuyết ở đây ít khi bị sâu bệnh. Lá cây hình dáng đẹp và búp chè rất khỏe mạnh, khi pha trà thường cho ra nước sánh vàng như màu mật ong, uống vào dư vị ngọt thanh mát.
Cây chè đại thụ có tuổi đời lâu nhất trên 400 năm được coi là một trong số cây chè thủy tổ của thế giới. Những người dân ở Suối Giàng gọi nó là Cây chè Tổ. Cây có thân khỏe, chu vi bằng một người ôm, tán xòe rộng hơn 20 mét vuông và theo những người dân địa phương thì mỗi vụ chè, cây vẫn cho thu hoạch trên 20 kg chè búp.

## Vai trò
Bên cạnh những giá trị lịch sử, văn hóa, hàng chục năm qua cây chè Suối Giàng còn được người dân ở đây khai thác mạng lại hiệu quả kinh tế cao, góp phần xóa đói giảm nghèo. Suối Giàng có tới 98% dân cư là người H' Mông. Họ sống với nghề hái chè và sản xuất chè từ đời này qua đời khác. Mỗi sân nhà đều có vài gốc chè, mỗi gia đình đều có người làm nghề chè. Vì vậy, chè không chỉ là niềm tự hào mà còn là nguồn thu nhập chủ chốt của những người dân nơi đây.
Một năm, chè Shan tuyết Suối Giàng cho thu hoạch ba vụ, trong đó vụ cuối khoảng tháng 8-9 âm lịch. Khâu thu hoạch và chế biến chè đều làm thủ công. Sau khi hái bằng tay, chè phải được sao trong chảo cho khô. Ngoài việc chú ý đến củi thì khi sao phải khéo léo để không làm rơi hết những tuyết trắng bám ở búp chè. Để pha một ấm chè ngon, người dân địa phương thường dùng ấm đất nung già và nước suối lấy từ trên núi đun sôi đủ độ. Sau khâu tráng chè thì chế nước sôi vào đầy ấm để bọt trào ra ngoài, đậy nắp lại chờ khoảng 10 phút. Chè được rót làm hai lượt để các chén có màu và vị như nhau.
Để tưởng nhớ tổ tiên cũng như tri ân trời đất đã ban tặng cây chè đến sinh trưởng ở vùng đất này, mỗi dịp xuân về, trước vụ thu hoạch, người dân Suối Giàng thường làm lễ cúng cây chè Tổ rất long trọng, trở thành một hoạt động văn hóa tiêu biểu của vùng, và thu hút người khắp nơi đến tham gia.